# Найкращий спортсмен Бельгії
Найкращий спортсмен Бельгії — щорічна нагорода, якою відзначається найкращий спортсмен Бельгії. Вручається в кінці календарного року починаючи з 1967. З 1975 року відзначається також найкраща спортсменка країни, з 1997 — команда, з 1998 — талант року, з 2010 — параолімпійський спортсмен року, з 2011 — тренер. Найчастіше премією відзначали Інгрід Бергманс та Кім Клійстерс (по 8 разів), а також Едді Меркса (6).

## Переможці
| Рік  | Спортсмен        | Спортсмен      |
| Рік  | Ім'я             | Вид спорту     |
| ---- | ---------------- | -------------- |
| 1967 | Фердінанд Бракке | Велоспорт      |
| 1968 | Серж Редінг      | Важка атлетика |
| 1969 | Едді Меркс       | Велоспорт      |
| 1970 | Едді Меркс       | Велоспорт      |
| 1971 | Едді Меркс       | Велоспорт      |
| 1972 | Едді Меркс       | Велоспорт      |
| 1973 | Едді Меркс       | Велоспорт      |
| 1974 | Едді Меркс       | Велоспорт      |

| Рік  | Спортсмен                | Спортсмен                | Спортсменка      | Спортсменка      |
| Рік  | Ім'я                     | Вид спорту               | Ім'я             | Вид спорту       |
| ---- | ------------------------ | ------------------------ | ---------------- | ---------------- |
| 1975 | Бруно Броккен            | Легка атлетика           | Карін Вербауен   | Плавання         |
| 1976 | Іво Ван Дам              | Легка атлетика           | Анна-Марія Піра  | Легка атлетика   |
| 1977 | Мішель Поллентьє         | Велоспорт                | Анна-Марія Піра  | Легка атлетика   |
| 1978 | Раймонд Кулеманс         | Більярд                  | Карін Вербауен   | Плавання         |
| 1979 | Роберт Ван де Валле      | Дзюдо                    | Карін Вербауен   | Плавання         |
| 1980 | Роберт Ван де Валле      | Дзюдо                    | Інгрід Бергманс  | Дзюдо            |
| 1981 | Фредді Мартенс           | Велоспорт                | Анні Ламбрехтс   | Роликові ковзани |
| 1982 | Джекі Ікс                | Автоспорт                | Інгрід Бергманс  | Дзюдо            |
| 1983 | Едді Анніс               | Легка атлетика           | Інгрід Бергманс  | Дзюдо            |
| 1984 | Клод Крікельйон          | Велоспорт                | Інгрід Бергманс  | Дзюдо            |
| 1985 | Гастон Рає Вінсент Руссо | Мотоспорт Легка атлетика | Інгрід Бергманс  | Дзюдо            |
| 1986 | Вільям Ван Дійк          | Легка атлетика           | Інгрід Бергманс  | Дзюдо            |
| 1987 | Жорж Жобе                | Мотокрос                 | Інгрід Лемпере   | Плавання         |
| 1988 | Ерік Гебоерс             | Мотокрос                 | Інгрід Бергманс  | Дзюдо            |
| 1989 | Тьєрі Бутсен             | Автоспорт                | Інгрід Бергманс  | Дзюдо            |
| 1990 | Руді Даененс             | Велоспорт                | Сабін Аппельманс | Теніс            |
| 1991 | Жан-Мішель Сев           | Настільний теніс         | Сабін Аппельманс | Теніс            |
| 1992 | Жорж Жобе                | Мотокрос                 | Аннелі Бредаель  | Веслування       |
| 1993 | Вінсент Руссо            | Легка атлетика           | Гелла Вандекавеє | Дзюдо            |
| 1994 | Жан-Мішель Сев           | Настільний теніс         | Бріджит Беку     | Плавання         |
| 1995 | Фредерік Дебургграеве    | Плавання                 | Бріджит Беку     | Плавання         |
| 1996 | Фредерік Дебургграеве    | Плавання                 | Ула Вербрук      | Дзюдо            |

| Рік  | Спортсмен     | Спортсмен  | Спортсменка      | Спортсменка | Команда        | Команда    |
| Рік  | Ім'я          | Вид спорту | Ім'я             | Вид спорту  | Назва          | Вид спорту |
| ---- | ------------- | ---------- | ---------------- | ----------- | -------------- | ---------- |
| 1997 | Люк Ван Лерде | Тріатлон   | Гелла Вандекавеє | Дзюдо       | Noliko Maaseik | Волейбол   |

| Рік  | Спортсмен             | Спортсмен  | Спортсменка       | Спортсменка    | Команда                          | Команда          | Талант             | Талант     |
| Рік  | Ім'я                  | Вид спорту | Ім'я              | Вид спорту     | Назва                            | Вид спорту       | Ім'я               | Вид спорту |
| ---- | --------------------- | ---------- | ----------------- | -------------- | -------------------------------- | ---------------- | ------------------ | ---------- |
| 1998 | Фредерік Дебургграеве | Плавання   | Домінік Монамі    | Теніс          | Збірна Бельгії                   | Мотокрос         | Кім Клейстерс      | Теніс      |
| 1999 | Люк Ван Лерде         | Тріатлон   | Кім Клейстерс     | Теніс          | Збірна Бельгії у Кубку Девіса    | Теніс            | Барт Велленс       | Велокрос   |
| 2000 | Жоель Сметс           | Мотокрос   | Кім Клейстерс     | Теніс          | Андерлехт                        | Футбол           | Барт Аернотс       | Велокрос   |
| 2001 | Стефан Евертс         | Мотокрос   | Кім Клейстерс     | Теніс          | Збірна Бельгії у Кубку Федерації | Теніс            | Юрген Ван Дер Брук | Велоспорт  |
| 2002 | Стефан Евертс         | Мотокрос   | Кім Клейстерс     | Теніс          | La Villette Charleroi            | Настільний теніс | Томас Буффель      | Футбол     |
| 2003 | Стефан Евертс         | Мотокрос   | Жустін Енен-Арден | Теніс          | Збірна Бельгії                   | Мотокрос         | Кірстен Фліпкенс   | Теніс      |
| 2004 | Стефан Евертс         | Мотокрос   | Жустін Енен-Арден | Теніс          | Жіноча естафета 4х100 метрів     | Легка атлетика   | Аг'є Ванваллегем   | Гімнастика |
| 2005 | Том Боонен            | Велоспорт  | Кім Клейстерс     | Теніс          | Молодіжна збірна                 | Футбол           | Нейлс Альбер       | Велокрос   |
| 2006 | Стефан Евертс         | Мотокрос   | Жустін Енен-Арден | Теніс          | Збірна Бельгії у Кубку Федерації | Теніс            | Йоріс Гранджан     | Плавання   |
| 2007 | Том Боонен            | Велоспорт  | Жустін Енен-Арден | Теніс          | Жіноча естафета 4х100 метрів     | Легка атлетика   | Домінік Корну      | Велоспорт  |
| 2008 | Свен Ніс              | Велокрос   | Тія Геллебаут     | Легка атлетика | Жіноча естафета 4х100 метрів     | Легка атлетика   | Еліз Матійсен      | Плавання   |
| 2009 | Філіп Жильбер         | Велоспорт  | Кім Клейстерс     | Теніс          | Чоловіча естафета 4х400 метрів   | Легка атлетика   | Ромелу Лукаку      | Футбол     |

| Рік  | Спортсмен     | Спортсмен  | Спортсменка   | Спортсменка | Команда                        | Команда        | Талант       | Талант     | Параолімпієць     | Параолімпієць |
| Рік  | Ім'я          | Вид спорту | Ім'я          | Вид спорту  | Назва                          | Вид спорту     | Ім'я         | Вид спорту | Ім'я              | Вид спорту    |
| ---- | ------------- | ---------- | ------------- | ----------- | ------------------------------ | -------------- | ------------ | ---------- | ----------------- | ------------- |
| 2010 | Філіп Жильбер | Велоспорт  | Кім Клейстерс | Теніс       | Чоловіча естафета 4х400 метрів | Легка атлетика | Лука Брецель | Снукер     | Свен Декаестеккер | Плавання      |

| Рік  | Спортсмен          | Спортсмен  | Спортсменка      | Спортсменка      | Команда                                | Команда        | Талант                 | Талант         | Параолімпієць  | Параолімпієць    | Тренер            | Тренер         |
| Рік  | Ім'я               | Вид спорту | Ім'я             | Вид спорту       | Назва                                  | Вид спорту     | Ім'я                   | Вид спорту     | Ім'я           | Вид спорту       | Ім'я              | Вид спорту     |
| ---- | ------------------ | ---------- | ---------------- | ---------------- | -------------------------------------- | -------------- | ---------------------- | -------------- | -------------- | ---------------- | ----------------- | -------------- |
| 2011 | Філіп Жильбер      | Велоспорт  | Кім Клейстерс    | Теніс            | Чоловіча естафета 4х400 метрів         | Легка атлетика | Томас Ван дер Плаетсен | Легка атлетика | Вім Деклер     | Ручний велосипед | Жак Борле         | Легка атлетика |
| 2012 | Том Боонен         | Велоспорт  | Еві Ван Акер     | Вітрильний спорт | Збірна Бельгії                         | Хокей на траві | Кіммер Коппежан        | Теніс          | Маріке Вервурт | Ручний велосипед | Жак Борле         | Легка атлетика |
| 2013 | Фредерік Ван Лерде | Тріатлон   | Кірстен Фліпкенс | Теніс            | Збірна Бельгії                         | Футбол         | Тіам Нафіссату         | Легка атлетика | Жоакім Жеро    | Теніс            | Марк Вільмотс     | Футбол         |
| 2014 | Тібо Куртуа        | Футбол     | Тіам Нафіссату   | Легка атлетика   | Збірна Бельгії                         | Футбол         | Дівок Оріджі           | Футбол         | Мішель Жорж    | Верхова їзда     | Марк Вільмотс     | Футбол         |
| 2015 | Кевін Де Брейне    | Футбол     | Дельфіне Персун  | Бокс             | Збірна Бельгії у Кубку Девіса          | Теніс          | Тієсі Бену             | Велоспорт      | Маріке Вервурт | Атлетика         | Гейн Вангазебрук  | Футбол         |
| 2016 | Грег ван Авермат   | Велоспорт  | Нафіссату Тіам   | Легка атлетика   | Збірна Бельгії з хокею на траві        | Хокей на траві | Луїзе Картон           | Атлетика       | Лоуренс Девос  | Настільний теніс | Роджер Леспагнард | Атлетика       |
| 2017 | Давид Гоффен       | Теніс      | Нафіссату Тіам   | Легка атлетика   | Збірна Бельгії з тенісу в Кубку Девіса | Теніс          | Лотте Копеккі          | Велоспорт      | Петер Генін    | Атлетика         | Роджер Леспагнард | Атлетика       |
| 2018 | Еден Азар          | Футбол     | Ніна Дервал      | Гімнастика       | Збірна Бельгії з хокею на траві        | Хокей на траві | Ремко Евенепул         | Велоспорт      | Петер Генін    | Атлетика         | Роберто Мартінес  | Футбол         |